# Dualinidae
De Dualinidae zijn een familie van uitgestorven tweekleppigen uit de orde Cyrtodontida.